# Ленно
Ленно (итал. Lenno) — существовавшая до 2014 года коммуна в Италии, в регионе Ломбардия. В 2014 году включена в состав коммуны Тремеццина.
Население составляет 1782 человека, плотность населения составляет 198 чел./км². Занимает площадь 9 км². Почтовый индекс — 22016. Телефонный код — 0344. На территории коммуны расположена часто посещаемая туристами вилла Балбьянелло.
Покровителем коммуны почитается святой первомученик Стефан, празднование 26 декабря.

## Города-побратимы
- Лемнос, Греция